# Notolomatia gigantea
Notolomatia gigantea är en tvåvingeart som först beskrevs av Mario Bezzi 1912.  Notolomatia gigantea ingår i släktet Notolomatia och familjen svävflugor.
Artens utbredningsområde är Malawi. Inga underarter finns listade i Catalogue of Life.